# Vincenzo Fardella di Torrearsa
Vincenzo Fardella Marchese di Torrearsa (Trapani, 16 luglio 1808 – Palermo, 13 gennaio 1889) è stato un patriota e politico italiano.
Primogenito di una delle più antiche e prestigiose famiglie aristocratiche di Trapani, fu, nel 1871 il primo presidente del Senato del Regno a Roma, nella sede di Palazzo Madama.

## Biografia
Figlio primogenito del marchese di Torre Arsa, Antonino, e di Teresa Omodei Milo, dei baroni di Reda. Fratello di Giovan Battista ed Enrico Fardella, con cui nel 1848 partecipò alla rivoluzione antiborbonica. Il suo precettore, Nicolò Fiorentino, partecipò alla rivoluzione del 1820 e seppe infondere a Fardella il suo patriottismo. Fu Direttore dei dazi indiretti di Trapani fino al 1840, quando fu promosso direttore dei dazi indiretti di Palermo, col grado di ispettore generale.

### I moti del 1848-49
Il Fardella di Torre Arsa, non facendo mistero sia delle sue idee sociali sia delle sue idee contrarie alla politica antiautonomistica della Sicilia attuata dal Re Ferdinando II di Borbone, fu figura di primo piano nella Rivoluzione siciliana del 1848 e del susseguente Regno di Sicilia., insieme a Ruggero Settimo e Francesco Paolo Perez.
Quale Presidente della Camera del costituito Parlamento Siciliano, fu lui a dichiarare decaduta la dinastia borbonica e ad offrire, con voto del Parlamento, il trono vacante di Sicilia al Duca di Genova, figlio secondogenito di Carlo Alberto. Fu poi anche primo ministro

### L'esilio
Con la restaurazione e la fine della Rivoluzione siciliana nel 1849, escluso dall'amnistia, Fardella si incamminò per la via dell'esilio. Passò del tempo a Genova ed a Torino, dopo qualche anno andò a Nizza dove trascorse il resto del suo esilio fra lo studio e la famiglia; qui infatti si sposò con Giulia di Serradifalco, figlia di Domenico Lo Faso Pietrasanta. Il carteggio di quel periodo del marchese di Torre Arsa, conservato presso la Biblioteca Fardelliana di Trapani, mostra la grande opera diplomatica da lui svolta per mantenere consensi e simpatie sulla causa siciliana presso i più autorevoli rappresentanti del mondo politico inglese e francese.

### L'attività parlamentare
Rientrato in Sicilia dopo lo sbarco dei Mille a Marsala, per breve tempo fece parte del governo provvisorio durante la dittatura di Garibaldi e poi venne nominato Presidente del Consiglio di Luogotenenza. Il 18 febbraio 1861 venne eletto, nei collegi di Palermo e Trapani, deputato nel primo Parlamento Italiano, dove fu eletto vicepresidente della Camera dei deputati.
Nel maggio del 1861, viene nominato da Cavour, di cui fu intimo e stimato amico, ambasciatore del nuovo regno d'Italia presso Svezia, Norvegia e Danimarca. La sua missione nei paesi Scandinavi diede ottimi risultati. Venne insignito dell'ordine della stella Polare di Svezia, e del Danebrog di Danimarca. Si dimise dalla Camera nel gennaio 1862 perché fu nominato il 17 novembre 1861 Prefetto di Firenze dal presidente del consiglio Ricasoli, che ne apprezzava il valore e le doti personali. Torrearsa non deluse le aspettative in questo incarico, dove rimase fino al settembre 1864, delicato ed impegnativo in quanto legato al trasferimento della capitale a Firenze.
Nel contempo viene nominato senatore e la nomina ratificata nel marzo 1862.
Fu insignito nel 1864 da Vittorio Emanuele della Commenda dell'Ordine Mauriziano. Dall'8 novembre 1865 al 13 febbraio 1867 fu Vicepresidente del Senato.
Nel 1868, in occasione delle nozze del principe Umberto con Margherita di Savoia, riceve l'onorificenza di Cavaliere dell'Ordine Supremo della SS. Annunziata. Viene chiamato, direttamente da Vittorio Emanuele II, ad assistere come testimone all'atto privato di elezione del principe  Amedeo di Savoia, Duca d'Aosta, al trono di Spagna.
Dopo la presa di Roma del 1870, venne eletto presidente del Senato e, dal 28 novembre 1871, fu il primo nella sede di Palazzo Madama.
Mantenne tale carica fino al 1874, anno in cui, quasi settantenne, si ritirò in Sicilia e pose fine alla sua carriera politica.

### Gli ultimi anni
Negli ultimi anni, vissuti tra Trapani e Palermo, ritornò a coltivare con impegno i suoi studi storici e socio-economici. Fu dal 1883 Presidente onorario della Banca mutua popolare di Trapani, che dal 1907 divenne Banca Sicula
Curò lo sviluppo della Società Siciliana di Storia Patria, di cui fu presidente e nel 1881 iniziò la stesura di “Ricordi sulla Rivoluzione Siciliana degli anni 1848 e 1849”, che ultimò dopo quattro anni, così scrivendo: ... poso la penna e sento di farlo con la soddisfazione di non aver in nulla volontariamente mentito o nascosto il vero.
In suo onore a Trapani è stato intitolato un liceo scientifico.

Foto storica di villa Torre Arsa in contrada Misilgiafari

## Opere
- Ricordi su la rivoluzione siciliana degli anni 1848 e 1849, Statuto 1887, (online) (nuova edizione Sellerio, 1988).